# كارل صرفيديس
كارل صرفيديس (بالفرنسية: Karl Sarafidis)‏ هو ممثل فرنسي.

## أعمال

### أفلام
- (2011) بيروت بالليل

## وصلات خارجية
- كارل صرفيديس على موقع IMDb (الإنجليزية)
- كارل صرفيديس على موقع ألو سيني (الفرنسية)
- كارل صرفيديس على موقع أول موفي (الإنجليزية)
- كارل صرفيديس على موقع قاعدة بيانات الفيلم (الإنجليزية)
- كارل صرفيديس على موقع كينوبويسك (الروسية)